# コテージローフ
コテージローフ（英: Cottage loaf）は、イングランドを発祥とする伝統的なパンの種類である。
このローフは1個のローフの上にもう1個のローフを重ねていて、上の方がより小さいという特徴がある。その形状がフランスのブリオッシュやフィニステール県のpain chapeau（帽子パン）に似ている。
このローフの名称と形状の起源については不明であるが、おそらくは何百年も前に遡るものと思われる。著書『イギリスの酵母パンの作り方』でコテージローフについて述べたエリザベス・デイヴィッドは、このローフの形状は旧式のパン焼き窯の「床面積」を節約する術として生じたのではないかという推論を立てている。けれども、この名称が初めて文献に登場したのは19世紀半ばのことである。以前は「コテージブリック」として知られている横長のパンを見つけることが可能であり、これはロンドン地区でよく見かけることができた。
相対的に時間がかかって作るのが難しい上に、他の円形のパン同様に食パン用に薄切りにするのには向いていないとの理由により、以前は見かけることができたコテージローフは現在のベーカリーではめったに見られなくなっている。